# Кочетов, Кузьма Матвеевич
Кузьма Матвеевич Кочетов (11 ноября 1923 — 16 декабря 2009) — участник Великой Отечественной войны, шофёр Саткинской автотранспортной конторы Министерства автомобильного транспорта и шоссейных дорог РСФСР, Челябинская область. Герой Социалистического Труда (05.10.1966).

## Биография
Родился 11 ноября 1923 года в посёлке Саткинский завод Златоустовского округа Уральской области, ныне город Сатка Челябинской области. Русский.
С 1924 года семья жила на хуторе Весна (ныне в составе Салаватского района Республика Башкортостан), с 1934 года — в городе Сатка Челябинской области.
Окончил 7 классов средней школы № 11 в Сатке, фабрично-заводское училище при комбинате «Магнезит» в 1940 году. С 1940 года начал трудиться. В годы войны работал слесарем в гараже Саткинского комбината «Магнезит».
В 17 лет, в начале 1941 года призван в Красную армию Саткинским районным военкоматом Челябинской области. Участник Великой Отечественной войны, в действующей армии с мая 1942 года. Воевал пулемётчиком в 618-м стрелковом полку 215-й стрелковой дивизии на Калининском фронте. В ходе сентябрьского штурма Ржева в 1942 году одним из первых достиг окраины города, уничтожил огнём 2 пулемётные точки противника. Под сильным артиллерийско-миномётным огнём вёл меткий огонь по перешедшему в контратаку противнику. После ранения второго номера расчёта продолжил бой за двоих, а затем заменил вышедшего из строя командира отделения. В этом бою был тяжело ранен. После длительного лечения был демобилизован по ранению в феврале 1943 года.
Вернулся в Сатку, окончил курсы шофёров и работал шофёром на «Магнезите».
В ноябре 1943 года после переосвидетельствования был признан годным к строевой службе и повторно призван в Красную армию тем же военкоматом. Служил в 13-м учебном танковом полку (Челябинск), с апреля 1944 — в 5-м учебном автомобильном полку (станция Бессоновка, Пензенская область). С июня 1944 года — шофёр в 20-м танковом корпусе (корпус находился на переформировании, затем в резерве Ставки ВГК, с марта 1945 года — на 2-м Украинском фронте). За подвиг в Ржеве был представлен к награждению орденом Красной Звезды, но награду заменили на медаль «За отвагу». В 1947 году был демобилизован.
Вновь вернулся в Сатку и продолжил работать на комбинате «Магнезит»: с 1947 года — водитель грузовых автомобилей, с 1954 — механик автогаража, с 1956 — бригадир водителей по вывозу горной массы из карьеров. Бригада К. М. Кочетова выполняла плановые задания на 115—125 %, неоднократно выходила победителем в областном социалистическом соревновании. К. М. Кочетов был инициатором заводского соревнования за рекордный межремонтный пробег автомобилей.
Указом Президиума Верховного Совета СССР от 5 октября 1966 года за выдающиеся успехи, достигнутые в выполнении заданий семилетнего плана по перевозкам народнохозяйственных грузов и пассажиров, строительству, ремонту и содержанию автомобильных дорог, Кочетову Кузьме Матвеевичу присвоено звание Героя Социалистического Труда с вручением ордена Ленина и золотой медали «Серп и Молот».
С 1979 года работал медником-паяльщиком в гараже большегрузных автомобилей комбината «Магнезит». С 1993 года — на пенсии.
Жил в городе Сатка.
Скончался 16 декабря 2009 года. Похоронен в Сатке Челябинской области на Малозапанском кладбище.

## Награды
- Золотая медаль «Серп и Молот» (5.10.1966)
- Орден Ленина (5.10.1966)
- Орден Отечественной войны I степени (01.08.1986)[2]
- Медаль «За отвагу» (19.05.1945)[3]
- Медаль «В ознаменование 100-летия со дня рождения Владимира Ильича Ленина» (6 апреля 1970)
- Медаль «За победу над Германией в Великой Отечественной войне 1941—1945 гг.» (9 мая 1945[4])
- Медаль «За доблестный труд»
- Юбилейная медаль «Двадцать лет Победы в Великой Отечественной войне 1941—1945 гг.» (7 мая 1965[5])
- Юбилейная медаль «Тридцать лет Победы в Великой Отечественной войне 1941—1945 гг.»[6]
- Медаль «Сорок лет Победы в Великой Отечественной войне 1941-1945 гг.»[7]
- Медаль Жукова (1994)
- Юбилейная медаль «50 лет Победы в Великой Отечественной войне 1941—1945 гг.»[8]
- Юбилейная медаль «60 лет Победы в Великой Отечественной войне 1941—1945 гг.»
- Юбилейная медаль «65 лет Победы в Великой Отечественной войне 1941—1945 гг.»
- Медаль «Ветеран труда»
- Медаль «30 лет Советской Армии и Флота»[9]
- Юбилейная медаль «40 лет Вооружённых Сил СССР»[10]
- Юбилейная медаль «50 лет Вооружённых Сил СССР» (26 декабря 1967[11])
- Юбилейная медаль «60 лет Вооружённых Сил СССР» (28 января 1978[12])
- Юбилейная медаль «70 лет Вооружённых Сил СССР» (28 января 1988[13])
- Знак «Гвардия»
- Знак МО СССР «25 лет Победы в Великой Отечественной войне» (24 апреля 1970)

## Память
- На могиле установлен надгробный памятник.
- Его имя увековечено в Главном Храме Вооружённых сил России, и навсегда запечатлено на мемориале «Дорога памяти»